# Kritikerpriset (Norge)
Kritikerpriset (norska: Kritikerprisen) är flera pris som delas ut varje år av Norsk Kritikerlag. 
Priset delas ut för:
- Litteraturkritikerpriset
- Kritikerpriset i musik
- Kritikerpriset för dans
- Kritikerpriset för teater
- Kritikerpriset för konst

Det mest kända priset är litteraturkritikerpriset som har fem underkategorier:
- Kritikerpriset för bästa skönlitterära översättning
- Kritikerpriset för bästa barn- och ungdomsbok
- Kritikerpriset för bästa vuxenbok
- Kritikerpriset för bästa fackbok (från och med 2012)
- Årets litteraturkritiker

Kritikerlaget delar också ut Dalgards kritikerpris.

## Kritikerpriset för årets bästa vuxenbok
- 1950 – Torborg Nedreaas för Trylleglasset
- 1951 – Sigurd Evensmo för trilogin Grenseland, Flaggermusene och Hjemover
- 1952 – Ragnvald Skrede för I open båt på havet
- 1953 – Egil Rasmussen för Sonjas hjerte
- 1954 – Kåre Holt för Mennesker ved en grense
- 1955 – Johan Borgen för Lillelord
- 1956 – Tor Jonsson – Post Mortem
- 1957 – Emil Boyson för Gjenkjennelse
- 1958 – Harald Sverdrup för St. Elms ild
- 1959 – Gunnar Bull Gundersen för Martin
- 1960 – Rolf Jacobsen för Brev til lyset
- 1961 – Olav H. Hauge för På Ørnetuva
- 1962 – Bergljot Hobæk Haff för Bålet
- 1963 – Stein Mehren för Mot en verden av lys
- 1964 – Astrid Hjertenæs Andersen för Frokost i det grønne
- 1965 – Alfred Hauge för trilogin om Cleng Peerson
- 1966 – Peter R. Holm för Befrielser
- 1967 – Astrid Tollefsen för Hendelser
- 1968 – Finn Alnæs för Gemini
- 1969 – Dag Solstad för Irr! Grønt!
- 1970 – Hans Børli för Isfuglen
- 1971 – Gunvor Hofmo för Gjest på jorden
- 1972 – Paal Brekke för Aftenen er stille
- 1973 – Jens Bjørneboe för Stillheten
- 1974 – Edvard Hoem för Kjærleikens ferjereiser
- 1975 – Sigbjørn Hølmebakk för Karjolsteinen
- 1976 – Rolf Sagen för Mørkets gjerninger
- 1977 – Carl Fredrik Engelstad för Størst blant dem
- 1978 – Odd Eidem för Cruise
- 1979 – Bjørg Vik för En håndfull lengsel
- 1980 – Kjartan Fløgstad för Fyr og Flamme
- 1981 – Herbjørg Wassmo för Huset med den blinde glassveranda
- 1982 – Åge Rønning för Kolbes reise
- 1983 – Kjell Askildsen för Thomas F's siste nedtegnelser til almenheten
- 1984 – Jan Kjærstad för Homo Falsus
- 1985 – Tor Åge Bringsværd för GOBI barndommens måne
- 1986 – Carl Fredrik Engelstad för 'De levendes land
- 1987 – Odd Kvaal Pedersen för Narren og hans mester
- 1988 – Lars Saabye Christensen för Herman
- 1989 – Roy Jacobsen för Det kan komme noen
- 1990 – Paal-Helge Haugen för Meditasjonar over Georges de La Tour
- 1991 – Kjell Askildsen för Et stort øde landskap
- 1992 – Dag Solstad för Ellevte roman, bok atten
- 1993 – Øystein Lønn för Thranes metode og andre noveller
- 1994 – Torgeir Schjerven för Omvei til Venus
- 1995 – Lars Amund Vaage för Rubato
- 1996 – Bergljot Hobæk Haff för Skammen
- 1997 – Hans Herbjørnsrud för Blinddøra
- 1998 – Karl Ove Knausgård för Ute av verden
- 1999 – Dag Solstad för T. Singer
- 2000 – Jonny Halberg för Flommen
- 2001 – Ragnar Hovland för Ei vinterreise
- 2002 – Merete Morken Andersen för Hav av tid
- 2003 – Per Petterson för Ut og stjæle hester
- 2004 – Øyvind Rimbereid för Solaris korrigert
- 2005 – Thure Erik Lund för Uranophilia
- 2006 – Kjartan Fløgstad för  Grand Manila  och Trude Marstein för Gjøre godt
- 2007 – Carl Frode Tiller för Innsirkling
- 2008 – Per Petterson för Jeg forbanner tidens elv
- 2009 – Tomas Espedal för Imot kunsten
- 2010 – Beate Grimsrud för En dåre fri
- 2011 – Merethe Lindstrøm för Dager i stillhetens historie
- 2012 – Vigdis Hjort för Leve posthornet!
- 2013 – Øyvind Rimbereid för Orgelsjøen
- 2014 – Ingvild H. Rishøi för Vinternoveller
- 2015 – Inger Elisabeth Hansen för Å resirkulere lengselen, avrenning foregår
- 2016 – Vigdis Hjorth för Arv og miljø
- 2017 – Cecilie Løveid för Vandreutstillinger
- 2018 – Mona Høvring för Fordi Venus passerte en alpefiol den dagen jeg blei født
- 2019 – Matias Faldbakken för Vi er fem
- 2020 – Karoline Brændjord för Jeg vil våkne til verden

## Kritikerpriset för bästa översättning
- 2003 – Sverre Dahl för Wilhelm Meisters læreår av Johann Wolfgang von Goethe
- 2004 – Geir Pollen för Austerlitz av Winfried Georg Max Sebald
- 2005 – Johannes Gjerdåker för Odar (andra samlingen) av Horatius
- 2006 – Karin Gundersen, för Henry Brulards liv av Stendhal
- 2007 – Stig Sæterbakken för Eldreomsorgen i Øvre Kågedalen av Nikanor Teratologen
- 2008 – Steinar Lone för Orbitor. Venstre vinge av Mircea Cărtărescu
- 2009 – Kristina Solum för Ville detektiver av Roberto Bolaño
- 2010 – Pedro Carmona-Alvarez och Gunnar Wærness för Verden finnes ikke på kartet. Poesi fra hele verden
- 2011 – Merete Alfsen för Barnas bok av A.S. Byatt
- 2012 – Agnes Banach för Dagboken 1953–1958 av Witold Gombrowicz
- 2013 – Turid Farbregd för Jordmora av Katja Kettu
- 2014 – Hege Susanne Bergan för Bønn for Tsjernobyl av Svetlana Aleksijevitj
- 2015 – Anne Arneberg för Kaputtl av Curzio Malaparte
- 2016 – Kristin Sørsdal för Historia om det tapte barnet av Elena Ferrante
- 2017 – Øystein Vidnes för Tre kvinner av Robert Musil
- 2018 – Gøril Eldøen för Vernon Subutex I av Virginie Despentes
- 2019 – Ove Lund för Seiobo der nede av László Krasznahorkai
- 2020 – Gunvald Axner Ims för Felâtun Bey og Râkim Efendi av Ahmet Mithat

## Kritikerpriset för årets bästa barn- eller ungdomsbok
- 1978 – Einar Økland, för Sikk sakk
- 1979 – Tormod Haugen, för Joakim
- 1980 – Torill Thorstad Hauger, för Det kom et skip til Bjørgvin i 1349
- 1981 – Arnljot Eggen, för Den lange streiken
- 1982 – Per Knutsen, för Gull og sølv
- 1983 – Johan Fredrik Grøgaard, för Jeg, Wilhelm, 13 år
- 1984 – Vigdis Hjorth, för Jørgen + Anne er sant
- 1985 – Mette Newth och Philip Newth, för Soldreperen
- 1986 – Tor Fretheim, för Engelene stanser ved Eventyrbrua
- 1987 – Arne Ruset, för Aldri åleine
- 1988 – Mathis Mathisen, för Ismael
- 1989 – Klaus Hagerup, för Landet der tiden var borte
- 1990 – Jostein Gaarder, för Kabalmysteriet
- 1991 – Helga Gunerius Eriksen, för Finn Inga!
- 1992 – Arne Berggren, för Stillemann- historien om et drap
- 1993 – Laila Stien, för Å plukke en smørblomst
- 1994 – Unni Lindell, för Sugemerket
- 1995 – Mette Newth, för Det mørke lyset
- 1996 – Rune Belsvik, för Dustefjerten og den store vårdagen
- 1997 – Rønnaug Kleiva, för Ikkje gløym å klappe katten
- 1998 – Erlend Loe, för Kurt – Quo vadis
- 1999 – Erna Osland, för Salamanderryttaren
- 2000 – Anne Grete Hollup, för Engel
- 2001 – Rune Belsvik, för Verdas mest forelska par
- 2002 – Hilde Hagerup, för Løvetannsang
- 2003 – Oskar Stein Bjørlykke, för Kom til dammen!
- 2004 – Arnfinn Kolerud, för Den som ikkje har gøymt seg no
- 2005 – Marianne Havdal, för Når traktoren kjem ut er det vår
- 2006 – Ragnar Hovland, för Fredlaus
- 2007 – Fam Ekman, för Kall meg onkel Alf
- 2008 – Bjørn Sortland för Alle har eit sultent hjerte
- 2009 – Maria Parr för Tonje Glimmerdal
- 2010 – Jo Nesbø för Doktor Proktor og verdens undergang. Kanskje
- 2011 – Karin Kinge Lindboe för Etterpå varer så lenge
- 2012 – Kari Stai för Jacob og Neikob. Tjuven slår tilbake
- 2013 – Gyrid Axe Øvsteng och Per Ragnar Møkleby för Førstemamma på Mars
- 2014 – Gro Dahle och Svein Nyhus för Akvarium
- 2015 – Øyvind Torseter för Mulegutten
- 2016 – Tyra Teodora Tronstad för Mørket kommer innenfra
- 2017 – Magnhild Winsnes för Hysj
- 2018 – Kaia Linnea och Dahle Nyhus för Verden sa ja
- 2019 – Tyra Teodora Tronstad för Flaggermusmusikk
- 2020 – Ole Kristian Løyning för Min venn, Piraten

## Kritikerpriset för årets bästa fackbok
- 2012 – Aage Storm Borchgrevink för En norsk tragedie. Anders Behring Breivik og veiene til Utøya
- 2013 – Alf van der Hagen för Dag Solstad. Uskrevne memoarer
- 2014 – Tore Rem för Knut Hamsun. Reisen til Hitler
- 2015 – Morten Strøksnes för Havboka – eller Kunsten å fange en kjempehai fra en gummibåt på et stort hav gjennom fire årstider
- 2016 – Marit Paasche för Hannah Ryggen, en fri
- 2017 – Anne Bitsch för Går du nå, er du ikke lenger min datter
- 2018 – Jan Grue för Jeg lever et liv som ligner deres
- 2019 – Anders Johansen för Komme til orde. Politisk kommunikasjon 1814–1913
- 2019 – Bjørn Hatterud för Mjøsa rundt med mor

## Årets kritiker
Priset Årets litteraturkritiker instiftades 1994 och tilldelas en kritiker som har utmärkt sig genom sin litteraturkritiska verksamhet eller gjort en insats för att styrka kritiken eller kritikerkåren. Priset skall synliggöra kritikernas arbete och stimulera och styrka kritikerfacket inom alla former av kritik, och bör tillfalla kritiker av båda könen inom olika media i olika regioner och kritikermiljöer som privilegierar olika genrer och estetiska kriterier.  Priset är daterat samma år som det utdelas.
- 1994 – Henning Hagerup
- 1995 – Atle Christiansen
- 1996 – Geir Vestad
- 1997 – Ingunn Økland
- 1998 – Tom Egil Hverven
- 1999 – Øystein Rottem
- 2000 – Nøste Kendzior
- 2001 – Kjell Olaf Jensen
- 2002 – Marta Norheim
- 2003 – Bjørn Gabrielsen
- 2004 – Ane Farsethås
- 2005 – Espen Stueland
- 2006 – Espen Søbye
- 2007 – Anne Schäffer
- 2008 – Anne Merethe K. Prinos
- 2009 – Steinar Sivertsen
- 2010 – Tor Eystein Øverås
- 2011 – Susanne Christensen
- 2012 – Kaja Schjerven Mollerin
- 2013 – Odd W. Surén
- 2014 – Bernhard Ellefsen
- 2015 – Guri Fjeldberg
- 2016 – Olaf Haagensen
- 2017 – Anne Cathrine Straume
- 2018 – Carina Elisabeth Beddari
- 2019 – Cathrine Krøger
- 2020 – Eivind Myklebust
- 2021 – Frode Helmich Pedersen

## Danskritikerpriset
- 1976/77 – Marthe Sæther
- 1977/78 – Ellen Kjellberg
- 1978/79 – Sissel Westnes
- 1979/80 – Fredrik Rütter
- 1980/81 – Indra Lorentzen
- 1981/82 – Ketil Gudim
- 1982/83 – Toni Herlofsen
- 1983/84 – Sølvi Edvardsen
- 1984/85 – Kjersti Alveberg
- 1985/86 – Gro Rakeng
- 1986/87 – Cathrine Smith
- 1987/88 – Brian Toney
- 1988/89 – Lise Eger
- 1989/90 – Judith Rowan Kongsgaard
- 1990/91 – Ingen utdelning
- 1991/92 – Jane Hveding
- 1992/93 – Marius Kjos och Karsten Solli
- 1993/94 – Nuri Ribera
- 1994/95 – Ingun Bjørnsgaard
- 1995/96 – Arlene Wilkes
- 1996/97 – Line Alsaker
- 1997/98 – Jo Strømgren
- 1998/99 – Oslo Danse Ensemble v/Merete Lingjærde
- 1999/00 – Richard Suttie
- 2000/01 – Ingrid Lorentzen
- 2001/02 – Christine Thomassen
- 2002/03 – Henriette Slorer
- 2003/04 – Therese Skauge
- 2004/05 – Maiko Nishino för Odile/Odette
- 2005/06 – Camilla Spidsøe
- 2006/07 – Ej utdelat
- 2007/08 – Ina Christel Johannessen
- 2008/09 – Odd Johan Fritzøe
- 2009/10 – Ingun Bjørnsgaard
- 2010/11 – Kristian Ruutu
- 2011/12 – Eugenie Skilnand
- 2012/13 – Kjersti Kramm Engebrigtsen
- 2013/14 – Ingri Fiksdal och Signe Becker
- 2014/15 – Cina Espejord
- 2015/16 – Sigurd Johan Heide och Kartellet
- 2016/16 –
- 2017/17 – Marie Bergby Handeland
- 2018/18 – Ingri Fiksdal
- 2019/19 – Helgebostad/Johannesdottir/Lauvdal/Floen/Theisen

## Teaterkritikerpriset
- 1939/40 – Lars Tvinde och Olafr Havrevold
- 1940/41 – Gerd Egede Nissen
- 1940-45 – Priset delades inte ut dessa år
- 1946/47 – Knut Hergel och Hans Jacob Nilsen
- 1947/48 – Ada Kramm
- 1948/49 – Helen Brinchmann
- 1949/50 – Aase Bye
- 1950/51 – Gerda Ring
- 1951/52 – Ragnhild Hald
- 1952/53 – August Oddvar
- 1953/54 – Ola Isene
- 1954/55 – Espen Skjønberg
- 1955/56 – Stein Grieg Halvorsen och Knut Wigert
- 1956/57 – Kolbjørn Buøen
- 1957/58 – Rønnaug Alten
- 1958/59 – Claes Gill
- 1959/60 – Ella Hval
- 1960/61 – Per Aabel
- 1961/62 – Tordis Maurstad
- 1962/63 – Toralv Maurstad
- 1963/64 – Liv Strømsted
- 1964/65 – Wenche Foss
- 1965/66 – Per Sunderland
- 1966/67 – Georg Løkkeberg
- 1967/68 – Lasse Kolstad
- 1968/69 – Aud Schønemann
- 1969/70 – Arne Walentin
- 1970/71 – Henki Kolstad
- 1971/72 – Bjarne Andersen
- 1972/73 – Pål Løkkeberg
- 1973/74 – Frank Robert
- 1974/75 – Jack Fjeldstad
- 1975/76 – Bjørn Endreson
- 1976/77 – Tormod Skagestad
- 1977/78 – Harald Heide Steen
- 1978/79 – Lubos Hruza
- 1979/80 – Ingebjørg Sem
- 1980/81 – Britt Langlie
- 1981/82 – Stein Winge
- 1982/83 – Alexandra Myskova
- 1983/84 – Kjersti Germeten
- 1984/85 – Gisle Straume
- 1985/86 – Rut Tellefsen (tog inte emot priset)
- 1986/87 – Bjørn Sundquist
- 1987/88 – Terje Mærli och Christian Egemar
- 1988/89 – Terje Strømdahl
- 1989/90 – Nils Ole Oftebro
- 1990/91 – Jorunn Kjellsby
- 1991/92 – Jon Eikemo
- 1992/93 – Lise Fjeldstad
- 1993/94 – Helge Hoff Monsen
- 1994/95 – Svein Tindberg
- 1995/96 – Sverre Anker Ousdal
- 1996/97 – Nils Sletta
- 1997/98 – Even Stormoen
- 1998/99 – Yngve Sundvor
- 1999/00 – Kjetil Bang-Hansen
- 2000/01 – Anders Hatlo
- 2001/02 – Hildegunn Eggen
- 2002/03 – Dennis Storhøi
- 2003/04 – Lasse Kolsrud
- 2004/05 – Henrik Rafaelsen
- 2005/06 – Øystein Røger
- 2006/07 – Sven Nordin
- 2007/08 – Vegard Vinge och Ida Müller
- 2008/09 – Eirik Stubø
- 2009/10 – Thorbjørn Harr
- 2010/11 – Heidi Gjermundsen Broch
- 2011/12 – De utvalgte
- 2012/13 – Tore Vagn Lid
- 2013/14 – Cecilie Løveid och Jon Tombre
- 2014/15 – Verdensteatret
- 2015/16 – Beaivváš Sámi Našunálateáhter - Det Samiske nasjonalteateret Beaivváš
- 2016/17 –
- 2017/18 – Johannes Holmen Dahl
- 2018/19 – Susie Wang
- 2019/20 – Gjertrud Jynge

## Musikkritikerpriset
- 1947/48 – Eva Gustavson
- 1948/49 – Eva Prytz
- 1949/50 – Randi Helseth
- 1950/51 – Ny norsk ballett (för danskonst)
- 1951/52 – Ann Brown
- 1952/53 – Priset delades inte ut
- 1953/54 – Arne Hendriksen
- 1954/55 – Waldemar Johnsen
- 1955/56 – Ørnulf Guldbrandsen
- 1956/57 – Robert Levin
- 1957/58 – Det norske solistkor
- 1958/59 – Alf Andersen
- 1959/60 – Ingrid Bjoner
- 1960/61 – Ragnar Ulfung
- 1961/62 – Henny Mürer (för danskonst)
- 1962/63 – Priset delades inte ut
- 1963/64 – Kari Frisell
- 1964/65 – Kjell Bækkelund (tog inte emot priset)
- 1965/66 – Arvid Fladmoe
- 1966/67 – Bjarne Larsen
- 1967/68 – Eva Knardahl
- 1968/69 – Arve Tellefsen
- 1969/70 – Robert Riefling
- 1970/71 – Birgitte Grimstad
- 1971/72 – Edith Thallaug
- 1972/73 – Finn Ludt
- 1973/74 – Jens Harald Bratlie
- 1974/75 – Einar Steen Nøkleberg
- 1975/76 – Vessa Hansen
- 1976/77 – Den norske Blåsekvintett
- 1977/78 – Else Dehli
- 1978/79 – Okko Kamu
- 1979/80 – Terje Tønnesen
- 1980/81 – Aage Kvalbein
- 1981/82 – Knut Skram
- 1982/83 – Mariss Jansons
- 1983/84 – Truls Mørk
- 1984/85 – Oslo Trio
- 1985/86 – Anne Gjevang
- 1986/87 – Lars Anders Tomter
- 1987/88 – Leif Ove Andsnes
- 1988/89 – Håkon Austbø
- 1989/90 – Solveig Kringlebotn
- 1990/91 – Terje Kvam
- 1991/92 – Elisabeth Norberg-Schulz
- 1992/93 – Ole Kristian Ruud
- 1993/94 – Grieg Trio
- 1994/95 – Arild Helleland
- 1995/96 – Vertavokvartetten
- 1996/97 – Stein Winge
- 1997/98 – Randi Stene
- 1998/99 – Christian Eggen
- 1999/00 – Oslo strykekvartett
- 2000/01 – Halgeir Schiager
- 2001/02 – Peter Herresthal
- 2002/03 – Toril Carlsen
- 2003/04 – Rolf Lislevand
- 2004/05 – Henning Kraggerud
- 2005/06 – Rolf Gupta
- 2006/07 – Terje Stensvold
- 2007/08 – Stefan Herheim
- 2008/09 – Priset delades inte ut
- 2009/10 – Grete Pedersen
- 2010/11 – Truls Mørk och Håvard Gimse
- 2011/12 – Marita Kvarving Sølberg
- 2012/13 – Jukka-Pekka Saraste
- 2013/14 – Eir Inderhaug
- 2014/15 – Oslo Sinfonietta och dirigent Christian Eggen
- 2015/16 – Vilde Frang
- 2016/17 – inte utdelat
- 2017/18 – Gisle Kverndokk och Bjørn F. Rørvik
- 2018/19 – Nils Henrik Asheim
- 2019/20 – Rolf Gupta, Peter Szilvay och Kristiansand symfoniorkester

## Konstkritikerpriset
- 2008 – Bergen kunsthall
- 2009 – Michael Elmgreen och Ingar Dragset
- 2010 – Henie Onstad Kunstsenter
- 2011 – Per Inge Bjørlo
- 2012 – Kunstmuseene i Bergen och Stiftelsen 3,14
- 2013 – Nasjonalmuseet och Munchmuseet
- 2014 – Nordnorsk Kunstmuseum
- 2015 - Kari Brandtzæg
- 2016 - Nasjonalmuseet, avd. Museet for samtidskunst ved kurator Ingvild Krogvig
- 2017 - RiddoDuottarMuseat (RDM) och Nordnorsk Kunstmuseum (NNKM)
- 2018 - Munchmuseet i bevegelse – samtidskunst, ved kurator Natalie Hope O’Donnell
- 2019 - Lofoten internasjonale kunstfestival